# Morley (Derbyshire)
Morley – wieś i civil parish w Anglii, w Derbyshire, w dystrykcie Erewash. W 2011 civil parish liczyła 413 mieszkańców. Morley jest wspomniana w Domesday Book (1086) jako Morelei/Moreleia.